# تپه کانی زرینه ۱
تپه کانی زرینه ۱ مربوط به کالکولتیک (مس‌سنگی) - هزاره اول (پیش از میلاد) است و در شهرستان تکاب، بخش تخت سلیمان، دهستان ساروق، روستای داش قیزقاپان واقع شده و این اثر در تاریخ ۷ اسفند ۱۳۸۵ با شمارهٔ ثبت ۱۶۷۶۸ به‌عنوان یکی از آثار ملی ایران به ثبت رسیده است.